# ألفريدو أرياس (لاعب كرة قدم)
ألفريدو أرياس (بالإسبانية: Alfredo Arias) هو مدرب كرة قدم ولاعب كرة قدم أوروغواني في مركز الدفاع، ولد في 28 نوفمبر 1958 في الأوروغواي. لعب مع نادي ليفربول.

## وصلات خارجية
- ألفريدو أرياس على موقع قاعدة بيانات كرة القدم.إي يو (الإنجليزية)
- ألفريدو أرياس على موقع عالم كرة القدم.نت (الإنجليزية)